# Monika Liu
Monika Liubinaitė (Klaipėda, República Socialista Soviética da Lituânia, 9 de fevereiro de 1988), também conhecida pelo nome artístico Monika Liu é uma cantora e compositora lituana, que irá representar a Lituânia no Festival Eurovisão da Canção 2022.

## Discografia

### Álbuns
- "I Am" (2015)
- "Lünatik" (2019)
- "Melodija" (2020)

### Singles
- "Hello" (2017)
- "Komm zu mir" (2019)
- "Resist No More" (2019)
- "Falafel" (2019)
- "No Matter What" (2019)
- "Sometimes I Loved You Sometimes You Loved Me" (2019)
- "Detective" (2019)
- "I Wanna Be a Man" (2019)
- "I Got You" (2019)
- "Vaikinai trumpais šortais" (2019)
- "Troškimas" (2020)
- "Sentimentai" (2022)

#### Como participação especial
- "Laisvė" (SKAMP featuring Monique, Bjelle, Monika Liu, Kazimieras Likša & Future Cello) (2018)
- "Ne Vakar" (SEL em parceria com Monika Liu) (2019)